# Festuca amplissima
Festuca amplissima là một loài thực vật có hoa trong họ Hòa thảo. Loài này được Rupr. ex Galeotti mô tả khoa học đầu tiên năm 1842.